# بيل راي (قسيس)
بيل راي (بالإنجليزية: Bill Ray)‏ هو قسيس أسترالي، ولد في 1950.